# Bill Nye the Science Guy

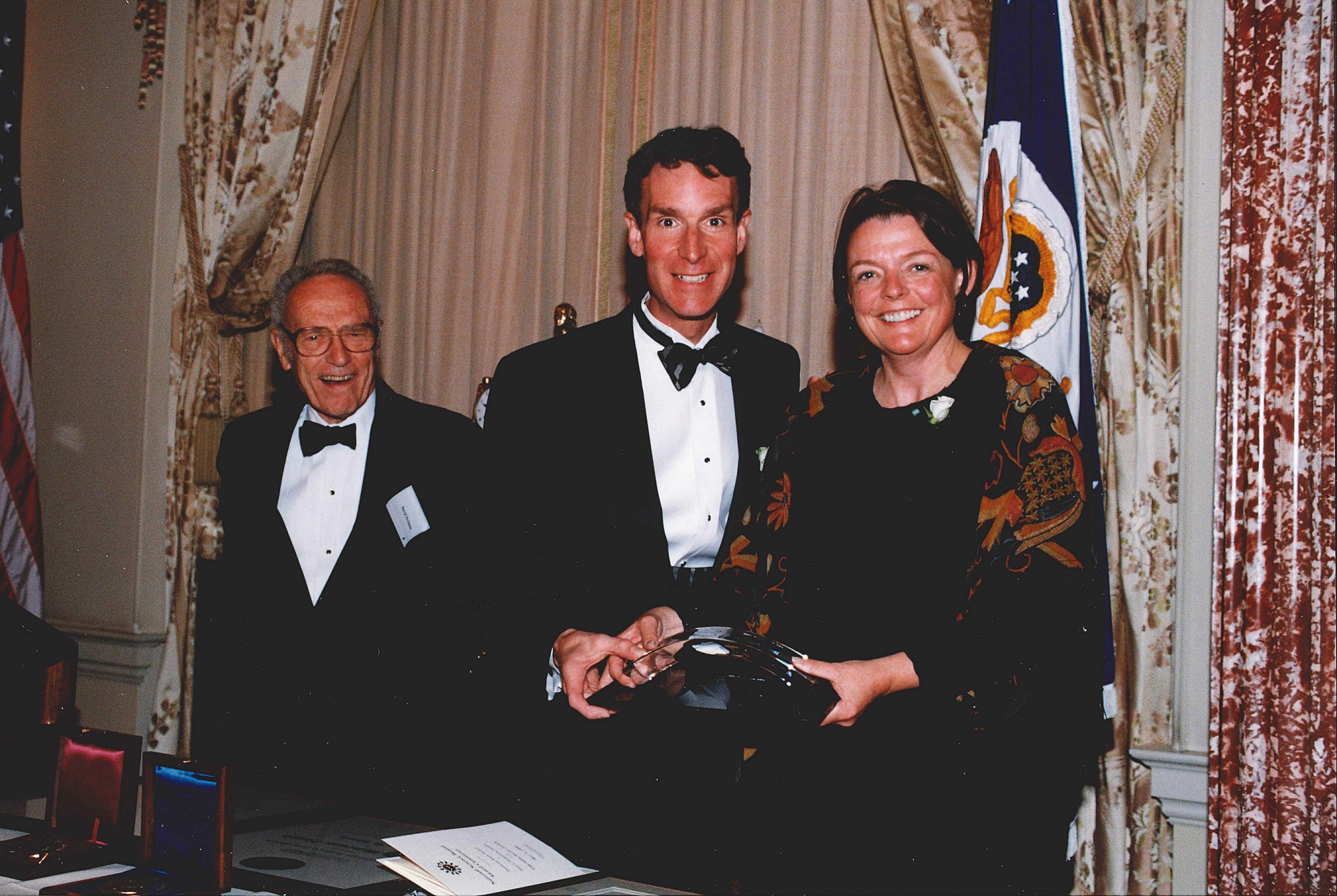
Bill Nye recibe el premio Public Science Award de la National Science board en 1999 por sus contribuciones a la divulgación orientada a jóvenes

Bill Nye the Science Guy (Bill, el Científico) fue un programa educativo de televisión que se emitió desde el 10 de septiembre de 1993 hasta el 20 de junio de 1998, presentado por William «Bill» Nye y producido por Buena Vista Television. El programa fue emitido en PBS Kids y también fue sindicado a canales locales; aún se emite en algunos canales de la PBS. Cada uno de los 100 episodios tiene como objetivo enseñar un tema específico de la ciencia a una audiencia preadolescente. El programa se usa frecuentemente en escuelas como medio educativo.
Creado por el humorista Ross Shafer y basado en sketches del programa Almost Live!, Bill Nye the Science Guy fue producido por Disney Educational Productions y KCTS-TV de Seattle.
Bill Nye the Science Guy ganó dieciocho premios Emmy durante su emisión. Walt Disney Studios Home Entertainment lanzó el programa al completo en DVD, como parte del 20.º aniversario del programa. En el Reino Unido, fue distribuido en VHS por ViewTech.

## Videojuego
Un juego para ordenador de la serie, titulado Bill Nye the Science Guy: Stop the Rock!, fue lanzado en 1996 para Windows y Macintosh por Pacific Interactive. En el juego, un gran meteoro llamado «Impending Dumé» amenaza con colisionar con la Tierra. Un equipo de científicos desarrollan un sistema de ordenador láser controlado por satélite llamado MAAX (Meteoroid and Asteroid Exploder) para destruir el meteoro. Sin embargo, MAAX desarrolla su propia personalidad y se niega a salvar el planeta Tierra a no ser que los científicos puedan resolver siete adivinanzas de ciencia.